# 運輸署車輛檢驗綜合大樓

運輸署車輛檢驗綜合大樓（英語：Transport Department Vehicle Examination Complex）是香港運輸署一座車輛檢驗中心，位於新界青衣島茜草灣西草灣路18號，佔地約3.4公頃，是香港首個多用途綜合車輛檢驗設施。大樓的興建是為了替代因九龍東一帶發展而需關閉之新九龍灣驗車中心、九龍灣驗車中心及土瓜灣驗車中心，為各款汽車進行車輛檢驗，而新款汽車在登記出牌前的車輛類型評定程序亦會於驗車大樓內進行。
大樓於2021年4月1日起分階段啓用，第一階段啟用地下，以重置新九龍灣驗車中心；第二階段（2021年5月31日）啟用1樓，以重置九龍灣驗車中心；第三階段啟用2樓，先後在2021年12月1日重置土瓜灣驗車中心的市區的士計程錶半年檢驗服務，及在2022年1月24日重置土瓜灣驗車中心的其他車輛檢驗服務。
大樓的服務包括進口電單車及私家車的登記前檢驗、翻修已報廢車輛檢驗，以及巴士的年度檢查。
雖然青衣是公共小巴禁區（除獲發許可證的專線小巴），但公共小巴可使用運輸署開放的指定道路往返驗車大樓，包括青荃路、青衣北岸公路、長青公路、青衣西路及西草灣路，相關的路段設有交通標誌及道路標記以作指示。
大樓啟用後不久，運輸署曾接獲多宗投訴，問題包括電腦系統不穩定、驗車槽過闊及地下無指示，導致驗車車輛輪候時間過長，甚至有貨車的車輪在2021年4月24日不慎跌入過闊的驗車槽中，事件中無人受傷。營運商的調查結果顯示，事故的發生是由於車輛違反驗車程序，在車坑上倒車而引致車輛偏離原定行車線，使車輪誤入車坑，就運輸署已要求營運商明令禁止車輛在驗車線上倒車。同年6月17日，運輸署公佈該大樓的電腦系統懷疑遭到入侵，無法正常登入，並洩漏預約檢驗車輛的車主資料，需要緊急暫停網上預約，由電話預約暫時替代，其後被傳媒揭發系統由安樂工程承辦，並由時任律政司司長鄭若驊的丈夫潘樂淘擔任主席，運輸署表示已向警方、政府資訊科技總監辦公室以及個人資訊私隱專員公署報告。同年7月20日，驗車槽再有車輛誤入車坑，需要多名工作人員合力將車輛抬起，事件中雖然無人受傷，但有在場的司機形容情況危險，因容易傷及於車底工作的驗車員，他促請署方儘快改善設計。
運輸署宣佈2024年10月2日起，大樓1樓將接替上葵涌驗車中心檢驗新界的士。